# Локатор служб (шаблон проєктування)
Локатор служб — шаблон проєктування, який інкапсулює логіку отримання сервісів. У деяких випадках цей шаблон є антипатерном.

## Переваги та недоліки

### Переваги
- Спрощує впровадження залежностей для класу.
- Локатор служб виконує пошук сервісів під час виконання програми, що дозволяє підмінити служби без повторної компіляції, наприклад зчитуючи конфігурації із файлу, або що.
- Дозволяє створювати служби на вимогу.

### Недоліки
- Приховує залежності класу, що робить його підтримку не очевидною та ускладнює програму.
- Локатор служб має бути унікальним, але це робить його вузьким місцем, що спричиняє проблеми при розгортанні декількох аплікацій, чи одночасному доступі до нього із кількох потоків.
- Якщо локатор служб отримує налаштування динамічно (наприклад, з файлу), це може привести до не стабільної роботи програми, якщо конфігурацію задано невірно.
- Помилки появляються під час виконання програми, а не під час компіляції, коли можна отримати помилку типізації.
- Появляється залежність від контейнера, а не від необхідного сервісу.
- Важко контролювати час життя залежних служб.

## Опис мовоюC#
Нехай нам необхідно, створити екземпляр класу. Тоді необхідно передати всі параметри в конструктор.
```
class
 
HomeController

{

   
private
 
readonly
 
IHomeService
 
homeService
;

   
private
 
readonly
 
ITimeService
 
timeService
;

   
private
 
readonly
 
ILogger
 
logger
;

   
public
 
HomeController
(
IHomeService
 
homeService
,
 
ITimeService
 
timeService
,
 
ILogger
 
logger
)

   
{

     
this
.
homeService
 
=
 
homeService
;

     
this
.
timeService
 
=
 
timeService
;

     
this
.
logger
 
=
 
logger
;

   
}

}

```

Цей шаблон пропонує передати клас-фабрику, яка відповідальна за створення служб, довірити логіку створення конструктору та зменшити кількість його параметрів.
```
class
 
HomeController

{

   
private
 
readonly
 
IHomeService
 
homeService
;

   
private
 
readonly
 
ITimeService
 
timeService
;

   
private
 
readonly
 
ILogger
 
logger
;

   
public
 
HomeController
(
IServiceProvider
 
serviceProvider
)

   
{

     
this
.
homeService
 
=
 
serviceProvider
.
GetService
<
IHomeService
>
();

     
this
.
timeService
 
=
 
serviceProvider
.
GetService
<
ITimeService
>
();

     
this
.
logger
 
=
 
serviceProvider
.
GetService
<
ILogger
>
();

   
}

}

```

Також локатор може бути реалізований у вигляді одинака.
```
class
 
HomeController

{

   
private
 
readonly
 
IHomeService
 
homeService
;

   
private
 
readonly
 
ITimeService
 
timeService
;

   
private
 
readonly
 
ILogger
 
logger
;

   

   
public
 
HomeController
()

   
{

     
this
.
homeService
 
=
 
Locator
.
GetService
<
IHomeService
>
();

     
this
.
timeService
 
=
 
Locator
.
GetService
<
ITimeService
>
();

     
this
.
logger
 
=
 
Locator
.
GetService
<
ILogger
>
();

   
}

}

```